# Rio Iquê
Rio Iquê är ett vattendrag i Brasilien. Det ligger i den centrala delen av landet, 1 300 km väster om huvudstaden Brasília.
I omgivningarna runt Rio Iquê växer i huvudsak städsegrön lövskog. Trakten runt Rio Iquê är nära nog obefolkad, med mindre än två invånare per kvadratkilometer.